# Hymn Samoa
The Banner of Freedom (pol. „Sztandar wolności”) – hymn państwowy Samoa.
Hymn przyjęto w 1962 roku. Autorem słów i muzyki jest Sauni Iiga Kuresa.

## Tekst samoański
Samoa, tulaʻi ma sisi ia lau fuʻa, lou pale lea!
 Samoa, tulaʻi ma sisi ia lau fuʻa, lou pale lea!
 Vaai ʻi na fetu o loʻua agiagia ai:
 Le faailoga lea o Iesu, na maliu ai mo Samoa.
 Oi, Samoa e, uu mau lau pule ia faavavau.
 ʻAua e te fefe; o le Atua lo ta faʻavae, o lota saʻolotoga.
 Samoa, tulaʻi: ʻua agiagia lau fuʻa, lou pale lea!

## Tekst angielski
Samoa, arise and raise your flag, your crown!
Samoa, arise and raise your flag, your crown!
Look at those stars that are waving on it:
This is the symbol of Jesus, who died on it for Samoa.
Oh, Samoa, hold fast your power forever.
Do not be afraid; God is our foundation, our freedom.
Samoa, arise: your flag is waving, your crown!